# Штефан Кантакузіно
Штефан Кантакузіно (рум. Ştefan Cantacuzino; 1675—1716) — князь Волощини з квітня 1714 по 21 січня 1716 року. Син стольника Костянтина Кантакузіно (1655—1716). Деякий час був представником волоського двору) в Стамбулі.

## Біографія
Штефан Кантакузіно брав участь в інтригах свого батька Костянтина проти волоського господаря Костянтина Бринковяну (1688—1714), в результаті чого останній був виданий оттоманській владі разом з його листуванням з габсбурзьким двором. Після зміщення Бринковяну Штефан в березні 1714 року обійняв господарський трон в Бухаресті, як ставленик Оттоманської імперії.
Його правління збіглося з нападом габсбургських військ під проводом Євгена Савойського. Волоський господар Штефан Кантакузіно перейшов на бік австрійців і поінформував графа Штефана Штайнвіля про військові приготування турків. У січні 1716 турецький султан видав указ про арешт волоського господаря Штефана, його батька Костянтина і дядька Міхая. У червні 1716 року всі троє були страчені в Стамбулі. Після їхньої страти на бухарестському престолі утвердилася династія Фанаріотів (першим був Ніколаос Маврокордатос).